# WWE No Way Out
No Way Out (в переводе с англ. — «Нет выхода»)— это шоу по рестлингу, проводимое в 1998—2012 годах WWE.
Впервые было проведено в феврале 1998 года в рамках 20-го шоу In Your House и называлось No Way Out of Texas. В феврале 2000 года шоу вернулось как самостоятельное PPV, но название мероприятия было сокращено до No Way Out, и продолжалось как ежегодное февральское PPV до 2009 года. В 2008 и 2009 годах на этих шоу проводился матч Elimination Chamber. В 2010 году No Way Out был заменен новым ежегодным PPV под названием Elimination Chamber, но еще одно шоу No Way Out было проведено как разовое мероприятие в июне 2012 года. Затем No Way Out был прекращен и заменен на Payback в 2013 году.

## Шоу
| №  | Шоу                                | Дата            | Город                     | Главное событие | Прим.                              |
| -- | ---------------------------------- | --------------- | ------------------------- | --- | ---------------------------------- |
| 1  | No Way Out of Texas: In Your House | 15 февраля 1998 | Хьюстон, Техас            | Кактус Джек, Бензопила Чарли, Оуэн Харт и Стив Остин пр. «Изгоев нового века» (Билли Ганн и Роуд Догг), Савио Вегу и Трипл Эйч (с Чайной) | [ 1 ] [ 2 ] [ 3 ] [ 4 ]            |
| 2  | No Way Out (2000)                  | 27 февраля 2000 | Хартфорд, Коннектикут     | Трипл Эйч пр. Кактуса Джека | [ 1 ] [ 5 ] [ 6 ] [ 7 ]            |
| 3  | No Way Out (2001)                  | 25 февраля 2001 | Лас-Вегас, Невада         | Скала пр. Курта Энгла | [ 1 ] [ 8 ] [ 9 ] [ 10 ]           |
| 4  | No Way Out (2002)                  | 17 февраля 2002 | Милуоки, Висконсин        | Крис Джерико пр. Стива Остина | [ 11 ] [ 12 ] [ 13 ]               |
| 5  | No Way Out (2003)                  | 23 февраля 2003 | Монреаль, Квебек, Канада  | Скала пр. Халка Хогана | [ 14 ] [ 15 ]                      |
| 6  | No Way Out (2004)                  | 15 февраля 2004 | Дейли-Сити, Калифорния    | Эдди Герреро пр. Брока Леснара | [ 16 ] [ 17 ] [ 18 ]               |
| 7  | No Way Out (2005)                  | 20 февраля 2005 | Питтсбург, Пенсильвания   | Джон «Брэдшоу» Лейфилд пр. Биг Шоу | [ 19 ] [ 20 ] [ 21 ] [ 22 ]        |
| 8  | No Way Out (2006)                  | 19 февраля 2006 | Балтимор, Мэриленд        | Курт Энгл пр. Гробовщика | [ 23 ] [ 24 ] [ 25 ] [ 26 ] [ 27 ] |
| 9  | No Way Out (2007)                  | 18 февраля 2007 | Лос-Анджелес, Калифорния  | Джон Сина и Шон Майклз (Raw) пр. Батисту и Гробовщика (SmackDown!)                                                                        | [ 28 ] [ 29 ] [ 30 ] [ 31 ]        |
| 10 | No Way Out (2008)                  | 17 февраля 2008 | Лас-Вегас, Невада         | Трипл Эйч пр. Джеффа Харди пр. Шона Майклза пр. Криса Джерико пр. Умаги пр. Джона «Брэдшоу» Лэйфилда                                      | [ 32 ] [ 33 ] [ 34 ] [ 35 ]        |
| 11 | No Way Out (2009)                  | 15 февраля 2009 | Сиэтл, Вашингтон          | Эдж пр. Рея Мистерио пр. Криса Джерико пр. Джона Сины пр. Майка Нокса пр. Кейна                                                           | [ 36 ] [ 37 ]                      |
| 12 | No Way Out (2012)                  | 17 июня 2012    | Ист-Ратерфорд, Нью-Джерси | Джон Сина (с Винсом Макмэном) победил Биг Шоу (c Джоном Лауринайтисом)                                                                    | [ 38 ]                             |

## Ссылуи
- Официальный сайт No Way Out